# (135980) Scottanderson
(135980) Scottanderson est un astéroïde de la ceinture principale.

## Description
(135980) Scottanderson est un astéroïde de la ceinture principale. Il fut découvert le 10 octobre 2002 à l'observatoire d'Apache Point par le programme Sloan Digital Sky Survey. Il présente une orbite caractérisée par un demi-grand axe de 2,80 UA, une excentricité de 0,12 et une inclinaison de 10,2° par rapport à l'écliptique.

## Compléments